# Támara Echegoyen
Támara Echegoyen Domínguez (Ourense, 17 febbraio 1984) è una velista spagnola.

## Palmarès

### Olimpiadi
- 1 medaglia:
  - 1 oro (Londra 2012 nella classe Elliott 6m)

### Mondiali
- 2 medaglie:
  - 2 ori (Busan 2013 nel Match racing; Clearwater 2016 nel 49er FX)